# Роксана Роксана
«Роксана Роксана» (англ. Roxanne Roxanne) — американский автобиографический драматический фильм Майкла Ларнела 2017 года. В основу фильма легла история жизни хип-хоп-исполнительницы Роксаны Шанте в 80-х годах. Премьера фильма состоялась на кинофестивале «Сандэнс».

## Сюжет
Лолита Шанте живёт в районе Куинсбридж в Куинсе с матерью и тремя младшими сёстрами. С девяти лет она принимает участие в уличных баттлах, где сочиняет тексты на ходу. Её мать уже давно собирает деньги, что бы перевезти дочек из неблагополучного района в собственный дом в Нью-Джерси. В тот момент, когда она уже готова сменить жильё, её сбережения похищает мужчина, с которым она в тот момент встречается. Сама по себе итак деспотичная и авторитарная мать теперь начинает ещё и выпивать. Шанте неуютно чувствует себя дома и в 14 лет покидает его. Она живёт у своего знакомого, а деньги на жизнь зарабатывает воровством одежды в магазинах. Однако после того как человек, у которого она живёт, пытается изнасиловать её, Шанте возвращается домой.
В 1984 году становится популярной песня «Roxanne, Roxanne» хип-хоп-трио UTFO. Эта песня о девушке Роксане, которая отвергает приставания участников группы. Приятель Шанте диджей Марли Марл предлагает ей сочинить свой ответ. Шанте записывает песню «Roxanne’s Revenge» под бит из оригинального трека «Roxanne, Roxanne». В своём треке она представляется Роксаной и смеётся над участниками UTFO. Эта песня попадает на радио и мгновенно становится хитом. На неё выходит большое количество ответов от других эмси. Лолита Шанте, теперь уже ставшая Роксаной, становится местной знаменитостью. Её приглашают выступать в клубах, хотя там за баттлы она получает меньше, чем до этого зарабатывала на улицах. Шанте записывает совместный трек со Спарки Ди, несмотря на то, что та ранее делала дисс на Шанте. У Шанте появляются и богатые поклонники, которые одаривают её дорогими подарками. Из-за этого у неё возникает конфликт с Марли Марлом, который прекращает с ней сотрудничество. Оставшись без диджея, она выступает просто под битбокс. Один взрослый мужчина по имени Кросс начинает ухаживать за ней и 16-летняя Шанте переезжает жить к нему.
Проходит несколько лет. Личная жизнь у Шанте не складывается. У неё есть маленький сын, но муж постоянно избивает её. Кросс объясняет это тем, что очень любит её и поэтому ревнует. Шанте сообщает ему, что уходит от него и по этому поводу он ломает ей несколько рёбер. После выписки из больницы Шанте пытается вернуть себе своего ребёнка, за которого Кросс требует 10 000 $. Шанте приходит к выводу, что все её беды от хип-хопа и решает завязать с музыкой. Первым делом она обрезает себе волосы, поскольку длинный чёрный хвост это часть образа «Роксаны Шанте». В это же самое время она получает известие, что крупный лейбл хотел бы записать её дебютный альбом.

## В ролях
- Шанте Адамс — Роксана Шанте[англ.]
- Махершала Али — Кросс
- Ниа Лонг — Пегги, мама Шанте
- Элвис Ноласко — Рэй
- Кевин Филлипс — Марли Марл[англ.]
- Шенелл Эдмондс — Ранита
- Шон Керклэнд — MC Shan[англ.]
- Найджел Фуллертон — Биз Марки
- Тримейн Браун мл. — Насир
- Черайз Диллан — Спарки Ди[англ.]

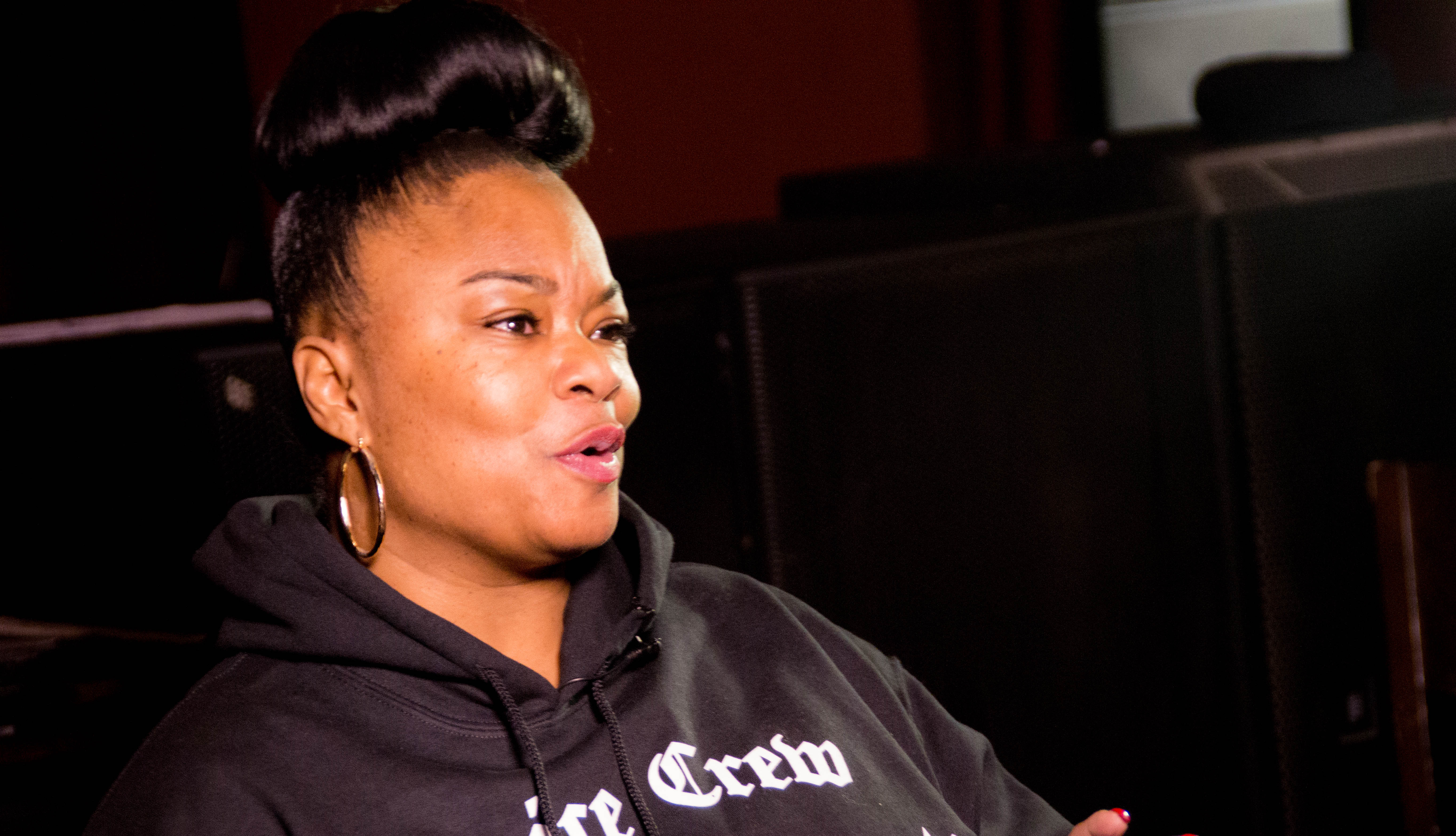
Роксана Шанте в 2016 году

- Талия Уайтакер — Роксана Шанте в детстве
- Чарли Хадсон III — Mr. Magic[англ.]
- Синди Чунг — Митчелл, медсестра
- Шон Рейнгголд — Кит
- Нелсан Эллис — Mr. Lester

## Рецензии и награды
В целом фильм был встречен положительно. На сайте Rotten Tomatoes рейтинг «свежести» фильма 75 %. У него 21 положительный отзыв из 28. На сайте Metacritic у фильма 74 балла из 100 на основе 10 отзывов. Ник Аллен с сайта RogerEbert.com поставил фильму 2 звезды из 4. Фильм «Роксана Роксана» напомнил ему фильм «Джой» (2015) Дэвида О. Расселла. В журнале Slant Magazine фильму поставили 2,5 звезды из 4. Там заметили, что основное повествование всё-таки осталось за кадром, а на переднем плане мы видим в основном только семейную жизнь Шанте.
В 2017 году на кинофестивале «Сандэнс» актриса Шанте Адамс получила специальный приз жюри за роль Роксаны Шанте.